# Matias Montinho
Matias Montinho (ur. 15 lipca 1990 w Luandzie) - angolski żeglarz. Trzykrotny reprezentant Angoli na Letnich Igrzyskach Olimpijskich w klasie 470. Chorąży reprezentacji Angoli na Letnich Igrzyska Olimpijskich 2020.
Na Letnich Igrzyskach Olimpijskich 2016 wystąpił w parze z Paixão Afonso w zawodach mężczyzn w klasie 470, gdzie zajął 26. miejsce (ostatnie)
W tej samej parze wystąpił na Letnich Igrzyskach Olimpijskich 2020. W zawodach mężczyzn w klasie 470 zajął 19. miejsce (ostatnie).
Na Letnich Igrzyskach Olimpijskich 2024, po zmianach w regulaminie, osobne konkurencje mężczyzn i kobiet w klasie 470 zastąpiła jedna - kategoria mikst. Kwalifikacjami do igrzysk były zawody World Championship w klasie 470, które odbyły się w Palma de Mallorca w dniach 24 lutego - 3 marca 2024 roku. Montinho wystąpił na tych zawodach w parze z Manuelą Paulo. Zajęli 59. miejsce, wyprzedzając reprezentację Mozambiku (60. miejsce) i tym samym wywalczając awans na IO jako drużyna afrykańska.
Na Igrzyskach w Paryżu mikst Montinho-Paulo zajął 19. miejsce (ostatnie).